# اسکای اروپا
اسکای اروپا (انگلیسی: SkyEurope) شرکت هواپیمایی اسلواک است، که در سال ۲۰۱۰ تأسیس شد.